# Lycorea atergatis
Lycorea atergatis är en fjärilsart som beskrevs av Doubleday 1847. Lycorea atergatis ingår i släktet Lycorea och familjen praktfjärilar. Inga underarter finns listade i Catalogue of Life.